# Тирел 015
Тирел 015 е болид от Формула 1 с който отбора на Тирел участва за сезон 1986. Пилотите каращи болида са Мартин Брандъл (негов трети сезон за тима) и Филип Стрейф който се е състезавал за Лижие в края на сезон 1985.
015 е подобрена версия на предсесора 014 който използваше двигатели Рено. След като 015 не бе готов за първия старт за 1986, Тирел трябваше да използват 014 за първите три състезания преди 015 да се появи в Монако, показвайки добра скорост и надеждност. От трите тима които позлват Рено V6 турбо-двигател, британците са по-бавни от Лотус и Лижие. Най-доброто класиране на 015 дойде на последното състезание в Австралия където Брандъл завърши 4-ти макар болидът му да остане без гориво на последната обиколка. Британецът все пак пресече финалната линия за разлика от съотборника му Стрейф, който бе на същата позиция предишната обиколка преди и той да остане без гориво, класиран пети след края на състезанието.
015 има 11 отпадания включително тази в ГП на Франция през 1986 когато болида управляван от Стрейф избухна в пламъци в 41 обиколка. Макар горяшия болид да се спрял до питлейна, на маршалите им отне минута да се доберат до колата.
015 е последния болид с който Тирел се състезава с турбо двигател. След като Рено обявиха напускането си във Формула 1 (преди тяхното завръщане през 1989 за атмосферни двигатели) британския отбор отново потърси услугите си с Форд за сезон 1987 като болида DG016 замени 015.

## Резултати от Формула 1
| Година | Отбор                     | Двигател                   | Гуми | Пилоти         | 1   | 2   | 3   | 4   | 5   | 6   | 7   | 8   | 9   | 10  | 11  | 12  | 13  | 14  | 15  | 16  | Тчк. | WCC |
| ------ | ------------------------- | -------------------------- | ---- | -------------- | --- | --- | --- | --- | --- | --- | --- | --- | --- | --- | --- | --- | --- | --- | --- | --- | ---- | --- |
| 1986   | Data General Team Tyrrell | Renault Gordini EF15 V6 tc | Г    |                | BRA | ESP | SMR | MON | BEL | CAN | DET | FRA | GBR | GER | HUN | AUT | ITA | POR | MEX | AUS | 11*  | 7-и |
| 1986   | Data General Team Tyrrell | Renault Gordini EF15 V6 tc | Г    | Мартин Брандъл |     |     |     | Ret | Ret | 9   | Ret | 10  | 5   | Ret | 6   | Ret | 10  | Ret | 11  | 4   | 11*  | 7-и |
| 1986   | Data General Team Tyrrell | Renault Gordini EF15 V6 tc | Г    | Филип Стрейф   |     |     |     | 11  | 12  | 11  | 9   | Ret | 6   | Ret | 8   | Ret | 9   | Ret | Ret | 5   | 11*  | 7-и |

* 2 точки със 014 за Голямата награда на Бразилия